# Endre Tóth (Archäologe)
Endre Tóth (* 1. Mai 1944 in Szombathely (Steinamanger), Komitat Vas, Ungarn) ist ein ungarischer Archäologe und Historiker, der als Direktor der archäologischen Bibliothek des Ungarischen Nationalmuseums in Budapest tätig war. Zu seinen Fachgebieten zählt die Provinzialrömische Archäologie und Geschichte Pannoniens sowie das mittelalterliche Königtum in Ungarn.

## Leben
Tóth wurde als Sohn von István Toth und Lujza Holy geboren. Er besuchte von 1958 bis 1962 das Lajos-Nagy-Gymnasium in seiner Geburtsstadt und studierte anschließend von 1963 bis 1968 an der Philosophischen Fakultät der Loránd-Eötvös-Universität in Budapest. 1969 erhielt er sein Diplom als Archäologe und Historiker und wurde 1971 promoviert.
Bereits in den Jahren 1962/63 war er am Savaria-Museum in Szombathely beschäftigt. Von 1968 bis 1974 erhielt Tóth im Archäologischen Institut des Ungarischen Nationalmuseums eine Anstellung als Assistent und wechselte kurzzeitig von 1974 bis 1975 als Assistenzprofessor in die archäologische Abteilung der Loránd-Eötvös-Universität. Zwischen 1975 und 1985 war er erneut im archäologischen Sektor des Nationalmuseums tätig, bevor er dort von 1985 bis zu seiner Pensionierung 2011 Direktor der archäologischen Bibliothek war. Tóth hat verschiedene Lehraufträge an mehreren Institutionen wahrgenommen, so an der Universität Budapest, der Universität Szeged und der Mittelalter-Abteilung und dem Institut für Kunstgeschichte der Katholischen Péter-Pázmány-Universität.
Im Jahr 1973 bekam Tóth ein Italien-Stipendium und betrieb 1976 in Rumänien Studien. Daneben hielt er Vorträge in Ost- und Westeuropa. Er ist seit 1994 Präsident der Panniculus Régiségtani Egylet (Panniculus-Gesellschaft für Altertümer) in Szombathely und seit 1999 Mitglied der Wissenschaftlichen Gesellschaft seiner Heimatstadt. Außerdem gehört er seit 2000 der Redaktion des Fachblatts Archaeologiai Értesítő (Archäologische Mitteilungen) an.
Zu den Forschungsbereichen von Endre Tóth zählt die provinzialrömische Archäologie und Geschichte Pannoniens, darunter die römische Militärarchitektur sowie das römische Wegenetz in Transdanubien, die römische Kultur und Epigraphik, das antike und frühmittelalterliche Szombathely (Savaria), die ungarischen Krönungsinsignien und die königlich-ungarische Repräsentation.
Tóth war auch an Ausgrabungen beteiligt oder leitete sie.
- 1971 bis 1979 an der spätantiken Binnenfestung von Ságvár.[1]
- 1981 am Limeswachturm 12 bei Pilismarót-Basaharc.[2]
- 1981 bis 1994 an der spätantiken Binnenfestung von Alsóheténypuszta. Tóth übernahm dort die Arbeit von Sándor Soproni und setzte sie fort.[3]

## Ehrungen
- 1987: Preis der Akademie für eine Arbeit zur Geschichte Siebenbürgens (Die römische Provinz Dakien)
- 1992: Nívó-Preis des Kulturministeriums
- 1993: Bálint-Kuzsinszky-Medaille der Ungarischen Gesellschaft für Archäologie und Kunstgeschichte
- 1997: Flóris-Rómer-Medaille

## Schriften (Auswahl)
Bücher
- mit Károly Szelényi: Die heilige Krone von Ungarn. Könige und Krönungen. Kossuth-Verlag, Budapest 1999, ISBN 963-09-4109-0.
- Die ungarischen Krönungsinsignien. Ungarisches Nationalmuseum, Budapest 1996, ISBN 963-9046-02-7.
- mit Sándor Soproni u. v. a.: Die Geschichte der Völker Ungarns von der Altsteinzeit bis zur ungarischen Landnahme. Ungarisches Nationalmuseum, Budapest 1981, ISBN 963-562-787-4.
- Porolissum. Das Castellum in Moigrad. Ausgrabungen von A. Radnóti, 1943. Ungarisches Nationalmuseum, Budapest 1978, ISBN 963-562-435-2.

Aufsätze 
- Die spätrömische Militärarchitektur in Transdanubien. In: Archaeologiai Értesitő 134. Budapest 2009
- Karpen in der Provinz Valeria. Zur Frage der spätrömischen eingeglätteten Keramik in Transdanubien In: Communicationes archeologicae Hungariae., Budapest 2005
- Römische Hohlmaße im Ungarischen Nationalmuseum. Folia Archaeologica 52, 2003.
- Die topographische Lage der Ruinen von Bölcske und ihre Bestimmung. In: Ádám Szabó, Endre Tóth (Hrsg.): Bölcske. Römische Inschriften und Funde. Ungarisches Nationalmuseum, Budapest 2003, (Libelli archaeologici Ser. Nov. No. II) ISBN 963-9046-83-9. S. 5–10.
- Die Steindenkmäler von Bölcske. In: Ádám Szabó, Endre Tóth (Hrsg.): Bölcske. Römische Inschriften und Funde . Ungarisches Nationalmuseum, Budapest 2003, (Libelli archaeologici Ser. Nov. No. II) ISBN 963-9046-83-9. S. 103–218.
- Über den Zeitpunkt der Schlacht bei Abritus. In: Ádám Szabó, Endre Tóth (Hrsg.): Bölcske. Römische Inschriften und Funde. Ungarisches Nationalmuseum, Budapest 2003, (Libelli archaeologici Ser. Nov. No. II) ISBN 963-9046-83-9. S. 237–250.
- Die Juppiter Teutanus-Altäre. In: Ádám Szabó, Endre Tóth (Hrsg.): Bölcske. Römische Inschriften und Funde. Ungarisches Nationalmuseum, Budapest 2003, (Libelli archaeologici Ser. Nov. No. II) ISBN 963-9046-83-9. S. 385–438.
- Über die ungarische  Heilige Krone. Folia Archaeologica 49–50, 2001–2002
- Das ungarische Krönungszepter. Folia Archaeologica 48, 2000, S. 111–153.
- Zwiebelknopffibel aus Goldblech von Degoj (Goldfibel des Ostgoten Theoderich?). Specimina Nova 16, 2000, S. 201–211.
- Kapitel über das Goldschmiedehandwerk. In: Von Augustus bis Attila – Leben am ungarischen Donaulimes. Schriften des Landesmuseums Aalen 53. Konrad Theiss Verlag, Stuttgart 2000. ISBN 3-8062-1541-3. S. 33–36, 53–56, 84–88.
- Mosaburg – Moosburg. In: Acta Archaeologica Academiae Scientiarum Hungaricae 51, 1999/2000, S. 439–456.
- Das Christentum in Pannonien bis zum 7. Jahrhundert nach den archäologischen Zeugnissen. In: Das Christentum im bayrischen Raum. Wien 1994. S. 241–272.
- Templum provinciae in Tác? In: Specimina Nova, Pécs, 1989. S. 43–58.
- Neuere Silvanus – Ringe aus Pannonien. In: Folia Archaeologica 40, 1989, S. 113–128.
- Die römische Festung von Iovia und ihr Gräberfeld. In: Antike Welt 20, 1989, S. 31–39.
- Bemerkungen zur Kontinuität der römischen Provinzialbevölkerung in Transdanubien. In: Die Völker Südosteuropas im 6. bis 8. Jahrhundert. Südosteuropa-Jahrbuch Bd. 17, Berlin  1987. S. 251–264.
- Zur Urbanisierung Pannoniens: Municipium Volgum. Folia Archaeologica 37, 1986, S. 163–181.
- Die ptolemäische Bestimmung der gemeinsamen Grenzen von Pannonia Superior und Inferior. In: Folia Archaeologica 36, 1985, S. 85–98.
- Zur Chronologie der militärischen Bautätigkeiten des 4. Jh. in Pannonien. In: Mitteilungen des Archäologischen Instituts der Ungarischen Akademie der Wissenschaften 14, 1985, S. 121–136.
- Römische Wachtürme von Pilismarót. In: Communicationes archeologicae Hungariae. Népművelési Propaganda Iroda. Budapest 1984. S. 67–79.
- Ein Goldring mit Porträtgemme eines julisch-claudischen Prinzen (Germanicus). In: Römisches Österreich 11/12, 1983–1984
- Ein Siegesdenkmal aus dem Zeitalter des Domitianus und eine senatorische Cursusinschrift in Savaria. In: Acta Archaeologica Academiae Scientiarum Hungaricae 35, 1983, S. 3–61.
- Römische Metallgegenstände mit Inschriften im Ungarischen Nationalmuseum: Instrumenta domesica I. In: Folia Archaeologica 32, 1981, S. 145–167.
- Zur Geschichte des nordpannonischen Raumes im 5.-6. Jh. In: Die Völker an der mittleren und unteren Donau im 5. und 6. Jahrhunderten. (= ÖAW Denkschriften 145). Wien 1980. S. 91–100.
- Die Entstehung der gemeinsamen Grenzen zwischen Pannonien und Noricum. In: Arheološki vestnik 31, 1980, S. 80–88.
- Römische Gold- und Silbergegenstände mit Inschriften im Ungarischen Nationalmuseum 1. Goldringen. In: Folia Archaeologica 30, 1979, S. 157–184.
- Die karolingische Burg von Sabaria – Szombathely. In: Folia Archaeologica 29, 1978, S. 151–182.
- Der Mosaikfußboden der Aula Palatina von Savaria. In: Acta Archaeologica Academiae Scientiarum Hungaricae 28, 1976, S. 301–317.
- Zu dem historischen Problemen der Stadt Savaria und ihrer Umgebung zwischen dem 4-9. Jh. In: Folia Archaeologica 27, 1976, S. 89–120.
- Beiträge zur Ikonographie des ungarischen Krönungsmantels. In: Folia Archaeologica 24, 1973, S. 219–240.
- Figürlich verzierte Loculus-Platte aus Savaria. In: Folia Archaeologica 23, 1972, S. 151–182.
- Zur Entwicklung der Bezeichnung „consularis“ der Statthalter. In: Alba Regia 13, 1972, S. 59–69.
- Beiträge zu Pannoniens Geschichte im Zeitalter des Vespasianus.In: Acta Archaeologica Academiae Scientiarum Hungaricae 22, 1970, S. 133–161